# Pterostichus tenenbaumianus
Pterostichus tenenbaumianus is een keversoort uit de familie van de loopkevers (Carabidae). De wetenschappelijke naam van de soort is voor het eerst geldig gepubliceerd in 1930 door Jedlicka.